# Tricyphona longiloba
Tricyphona longiloba är en tvåvingeart som först beskrevs av Alexander 1938.  Tricyphona longiloba ingår i släktet Tricyphona och familjen hårögonharkrankar.
Artens utbredningsområde är Nordkorea. Inga underarter finns listade i Catalogue of Life.